# Bera (Bangladesh)
Bera è un sottodistretto (upazila) del Bangladesh situato nel distretto di Pabna, divisione di Rajshahi. Si estende su una superficie di 248,60 km² e conta una popolazione di 208.897 abitanti (dato censimento 1991).
Ad Aminpur, una città del sottodistretto, si è registrato nel 1986 il matrimonio della coppia più giovane della storia: per porre fine ad un lunga contesa riguardante la gestione di un terreno, due famiglie hanno fatto sposare i due figli di 11 e 3 mesi.